# Iziphya albipes
Iziphya albipes är en insektsart. Iziphya albipes ingår i släktet Iziphya och familjen långrörsbladlöss. Inga underarter finns listade i Catalogue of Life.